# Bernard Andreae
Pour les articles homonymes, voir Andreae.
Bernard Andreae, né le 27 juillet 1930 à Graz (Autriche), est un archéologue classique allemand.

## Biographie
Fils de l'économiste Wilhelm Andreae (de) et de l'écrivain Illa Andreae (de), Bernard Andreae fréquente le Landgraf-Ludwigs-Gymnasium de Giessen jusqu'à son obtention de son diplôme d'études secondaires en septembre 1949. De 1949 à 1955, il étudie l'archéologie classique, la philologie classique, l'histoire ancienne et l'histoire de l'art à l'Université Philipps de Marbourg et à l'Université La Sapienza à Rome. Le 26 juillet 1954, il obtient son doctorat à Marburg auprès de Friedrich Matz avec une thèse sur les sarcophages romains. De 1955 à 1956, il est titulaire d'une bourse de voyage de l'Institut archéologique allemand. De 1956 à 1959, il travaille comme premier consultant à l'Institut archéologique allemand de Rome. De 1959 à 1962, il est assistant d'Ernst Langlotz  (de) à l'Institut archéologique de l'Université de Bonn.
De 1965 à 1978, Andreae est le premier titulaire d'une chaire d'archéologie classique à l'Université de la Ruhr à Bochum. De 1978 à 1984, il est professeur d'archéologie classique à l'Université de Marburg et de 1984 à 1995, il est directeur de l'Institut archéologique allemand de Rome.

## Publications
Monographies
- Motivgeschichtliche Untersuchungen zu den römischen Schlachtsarkophagen, Gebr. Mann, Berlin, 1956 (Zugleich: Marburg, Universität, Dissertation, 1957).
- Studien zur römischen Grabkunst (= Mitteilungen des Deutschen Archäologischen Instituts, Römische Abteilung. Ergänzungsheft 9  (ISSN 0342-1309)). Kerle, Heidelberg, 1963 (Zugleich: Bonn, Universität, Habilitationsschrift, 1961/1962).
- Römische Kunst (= Ars Antiqua – Große Epochen der Weltkunst). Herder, Freiburg im Breisgau u. a., 1973  (ISBN 3-451-16285-7).
- Das Alexandermosaik aus Pompeji. Bongers, Recklinghausen, 1977  (ISBN 3-7647-0297-4).
- Die römischen Jagdsarkophage (= Die antiken Sarkophagreliefs. Band 1: Die Sarkophage mit Darstellungen aus dem Menschenleben. Teil 2). Gebr. Mann, Berlin, 1980  (ISBN 3-7861-1264-9).
- Odysseus. Archäologie des europäischen Menschenbildes. Societäts-Verlag, Frankfurt am Main, 1982  (ISBN 3-7973-0397-1).
- Die Symbolik der Löwenjagd. Westdeutscher Verlag, Opladen, 1985  (ISBN 3-531-11955-9).
- Laokoon und die Gründung Roms (= Kulturgeschichte der Antiken Welt. Band 39), Philipp von Zabern, Mainz, 1988  (ISBN 3-8053-0989-9).
- Avec Gioia de Luca, Nikolaus Himmelmann, Max Kunze, Christa Landwehr, Theun-Mathias Schmidt und Ernst-Ludwig Schwandner: Phyromachos-Probleme. Mit einem Anhang zur Datierung des grossen Altares von Pergamon (= Mitteilungen des Deutschen Archäologischen Instituts, Römische Abteilung. Ergänzungsheft 31). Philipp von Zabern, Mainz, 1990  (ISBN 3-8053-1126-5).
- Praetorium speluncae. Tiberius und Ovid in Sperlonga (= Akademie der Wissenschaften und der Literatur Mainz. Abhandlungen der Geistes- und Sozialwissenschaftlichen Klasse, Jahrgang, 1994, Nummer 12), Franz Steiner Verlag, Stuttgart, 1994  (ISBN 3-515-06643-8).
- „Am Birnbaum“. Gärten und Parks im antiken Rom, in den Vesuvstädten und in Ostia (= Kulturgeschichte der antiken Welt. Band 66). Philipp von Zabern, Mainz, 1996  (ISBN 3-8053-1854-5)(Digitalisat).
- Der Farnesische Stier. Schicksale eines Meisterwerkes der pergamenischen Bildhauer Apollonios und Tauriskos von Tralleis (= Rombach Wissenschaft. Reihe Quellen zur Kunst. Band 1). Rombach, Freiburg, 1996  (ISBN 3-7930-9127-9).
- Schönheit des Realismus. Auftraggeber, Schöpfer, Betrachter hellenistischer Plastik (= Kulturgeschichte der antiken Welt. Band 77), Philipp von Zabern, Mainz, 1998  (ISBN 3-8053-2348-4).
- Odysseus. Mythos und Erinnerung, Philipp von Zabern, Mainz, 1999  (ISBN 3-8053-2587-8).
- Skulptur des Hellenismus, Hirmer, München, 2001  (ISBN 3-7774-9200-0).
- Antike Bildmosaiken, Philipp von Zabern, Mainz, 2003  (ISBN 3-8053-3156-8).
- Avec Michael Philipp, Nina Simone Schepkowski et Ortrud Westheider, Malerei für die Ewigkeit. Die Gräber von Paestum. Hirmer, München, 2007  (ISBN 978-3-7774-3745-3).
- Des Siegers Beute. Die vergoldeten Bronzestatuen von Cartoceto bei Pergola und Gaius Asinius Pollio (= Abhandlungen der Geistes- und Sozialwissenschaftlichen Klasse. Akademie der Wissenschaften und der Literatur Mainz. Jahrgang 2015, Nr. 1), Franz Steiner Verlag, Stuttgart, 2015  (ISBN 3-515-11068-2).
- Wie Aristoteles ins Museum kam. Zur Gründung der Kunstsammlungen in der Ruhr-Universität Bochum im Jahr 1965 (= Abhandlungen der Geistes- und Sozialwissenschaftlichen Klasse. Akademie der Wissenschaften und der Literatur Mainz. Jahrgang 2016, Nr. 3), Franz Steiner Verlag, Stuttgart, 2016  (ISBN 3-515-11489-0).
- Avec Helmut Kyrieleis, Neue Forschungen in Pompeji und den anderen vom Vesuvausbruch 79 n. Chr. verschütteten Städten. Bongers, Recklinghausen, 1975  (ISBN 3-7647-0270-2).
- Avec Heinz Spielmann, Die Etrusker. Luxus für das Jenseits. Bilder vom Diesseits – Bilder vom Tod (= Publikationen des Bucerius-Kunst-Forums. Band 5). Hirmer, München, 2004  (ISBN 3-7774-2055-7).
- Avec Dorothee Böhm, Karsten Müller, Karin Rhein et Ortrud Westheider, Kleopatra und die Caesaren. Hirmer, München, 2006  (ISBN 3-7774-3245-8).

En français
- L'art de l'ancienne Rome, 1973, éditions d'Art André Mazenod
  - Réédité en 1988  (ISBN 2850880043)

## Récompenses et distinctions
- Pour le Mérite